# Lovinobaňa
Lovinobaňa és un poble i municipi d'Eslovàquia. Es troba a la regió de Banská Bystrica. La primera menció escrita de la vila es remunta al 1336.

## Demografia
| Godina             | 1994 | 2004   | 2014   | 2024   |
| ------------------ | ---- | ------ | ------ | ------ |
| Nombre de persones | 2038 | 2101   | 2104   | 1900   |
| Diferència         |      | +3,09% | +0,14% | −9,69% |

| Godina             | 2023 | 2024   |
| ------------------ | ---- | ------ |
| Nombre de persones | 1907 | 1900   |
| Diferència         |      | −0,36% |